# 裘林諾·傑馬
裘林諾·傑馬（Giuliano Gemma）（1938年9月2日- 2013年10月1日）義大利演員，出生於羅馬。
裘林諾·傑瑪於2013年10月1日在羅馬附近死於一場車禍。他被送往一家奇維塔韋基亞醫院，在抵達後不久宣告不治。另外兩名乘客，一名男子和他的兒子也在事故中受傷。

## 演出
- 《浩氣蓋山河》
- 《百劫紅顏》
- 《地虎吃天龍》
- 《愛上羅馬》

## 資料
- Giuliano Gemma在互联网电影资料库（IMDb）上的資料（英文）
- 官方网站